# هیون-جین ریو
هیون-جین ریو (انگلیسی: Hyun-jin Ryu؛ زادهٔ ۲۵ مارس ۱۹۸۷) بازیکن بیس‌بال اهل کره جنوبی است.
از باشگاه‌هایی که در آن بازی کرده‌است می‌توان به لس‌آنجلس داجرز اشاره کرد.